# Zápas na Letních olympijských hrách 1976 – muži, volný styl do 100 kg
Zápas ve volném stylu ve váhové kategorii do 90 kg probíhal na Letních olympijských hrách 1976 v Montrealu, v multifunkční hale Maurice Richard Arena. O medaile se utkalo celkem 15 zápasníků.

## Turnajové výsledky
Za prohru zápasníci získávají záporné body. 6 bodů vyřazuje zápasníka z dalších bojů. Poté, co zbývají poslední tři borci, utkají se tito ve finálovém kole o medaile.
Legenda
- TF — Lopatkové vítězství
- IN — Vítězství pro soupeřovo zranění
- DQ — Vítězství pro soupeřovu pasivitu
- D1 — Vítězství pro soupeřovu pasivitu, vítěz taktéž napomínán
- D2 — Oba zápasníci diskvalifikováni pro pasivitu
- FF — Kontumační vítězství
- DNA — Soupeř nenastoupil
- TPP — Trestné body celkem
- MPP — Trestné body za zápas

Sankce
- 0 - Lopatkové vítězství, technická převaha, pro pasivitu, zranění soupeře, nenastoupení
- 0,5 - Výhra na body, 8-11 bodů rozdíl
- 1 - Výhra na body, 1-7 bodů rozdíl
- 2 - Výhra pro pasivitu, vítěz taktéž napomínán
- 3 - Prohra na body, 1-7 body rozdíl
- 3,5 - Prohra na body, 8-11 bodů rozdílu
- 4 - Prohra lopatková, technickou převahu, pro pasivitu, zranění, nenastoupení

### Kolo 1
| TPP | MPP |                            | Skóre     |                              | MPP | TPP |
| --- | --- | -------------------------- | --------- | ---------------------------- | --- | --- |
| 3   | 3   | Reza Soukhteh-Saraei (IRI) | 6 - 8     | Kazuo Šimizu (JPN)           | 1   | 1   |
| 0   | 0   | Russell Hellickson (USA)   | TF / 2:35 | Keith Peache (GBR)           | 4   | 4   |
| 4   | 4   | Steve Daniar (CAN)         | TF / 2:44 | Dimo Kostov (BUL)            | 0   | 0   |
| 3   | 3   | Enache Panaite (ROU)       | 3 - 5     | Chorloogijn Bajanmönch (MGL) | 1   | 1   |
| 3.5 | 3.5 | Harald Büttner (GDR)       | 5 - 13    | Ivan Jarygin (URS)           | 0.5 | 0.5 |
| 4   | 4   | Tore Hem (NOR)             | TF / 3:18 | Petr Drozda (TCH)            | 0   | 0   |
| 0   | 0   | Daniel Verník (ARG)        | TF / 0:17 | Robert N'Diaye (SEN)         | 4   | 4   |
| 0   |     | Hans-Peter Stratz (FRG)    |           | Bye                          |     |     |

### Round 2
| TPP | MPP |                              | Skóre     |                            | MPP | TPP |
| --- | --- | ---------------------------- | --------- | -------------------------- | --- | --- |
| 3   | 3   | Hans-Peter Stratz (FRG)      | 4 - 10    | Reza Soukhteh-Saraei (IRI) | 1   | 4   |
| 5   | 4   | Kazuo Šimizu (JPN)           | DQ / 6:52 | Russell Hellickson (USA)   | 0   | 0   |
| 7.5 | 3.5 | Keith Peache (GBR)           | 6 - 14    | Steve Daniar (CAN)         | 0.5 | 4.5 |
| 0   | 0   | Dimo Kostov (BUL)            | TF / 4:05 | Enache Panaite (ROU)       | 4   | 7   |
| 2   | 1   | Chorloogijn Bajanmönch (MGL) | 9 - 5     | Harald Büttner (GDR)       | 3   | 6.5 |
| 0.5 | 0   | Ivan Jarygin (URS)           | TF / 1:26 | Daniel Verník (ARG)        | 4   | 4   |
| 0   | 0   | Petr Drozda (TCH)            | TF / 2:48 | Robert N'Diaye (SEN)       | 4   | 8   |
| 4   |     | Tore Hem (NOR)               |           | DNA                        |     |     |

### Round 3
| TPP | MPP |                            | Skóre     |                              | MPP | TPP |
| --- | --- | -------------------------- | --------- | ---------------------------- | --- | --- |
| 7   | 4   | Hans-Peter Stratz (FRG)    | TF / 2:58 | Kazuo Šimizu (JPN)           | 0   | 5   |
| 8   | 4   | Reza Soukhteh-Saraei (IRI) | TF / 8:26 | Russell Hellickson (USA)     | 0   | 0   |
| 8.5 | 4   | Steve Daniar (CAN)         | FF        | Chorloogijn Bajanmönch (MGL) | 0   | 2   |
| 3.5 | 3.5 | Dimo Kostov (BUL)          | 5 - 16    | Ivan Jarygin (URS)           | 0.5 | 1   |
| 0   | 0   | Petr Drozda (TCH)          | TF / 2:19 | Daniel Verník (ARG)          | 4   | 8   |

### Round 4
| TPP | MPP |                          | Skóre     |                              | MPP | TPP |
| --- | --- | ------------------------ | --------- | ---------------------------- | --- | --- |
| 8   | 3   | Kazuo Šimizu (JPN)       | 6 - 9     | Dimo Kostov (BUL)            | 1   | 4.5 |
| 0.5 | 0.5 | Russell Hellickson (USA) | 14 - 5    | Chorloogijn Bajanmönch (MGL) | 3.5 | 5.5 |
| 1   | 0   | Ivan Jarygin (URS)       | TF / 5:30 | Petr Drozda (TCH)            | 4   | 4   |

### Round 5
| TPP | MPP |                              | Skóre     |                    | MPP | TPP |
| --- | --- | ---------------------------- | --------- | ------------------ | --- | --- |
| 3.5 | 3   | Russell Hellickson (USA)     | 13 - 19   | Ivan Jarygin (URS) | 1   | 2   |
| 4.5 | 0   | Dimo Kostov (BUL)            | TF / 3:53 | Petr Drozda (TCH)  | 4   | 8   |
| 5.5 |     | Chorloogijn Bajanmönch (MGL) |           | DNA                |     |     |

### Finále
Výsledky z předchozích kol se započítávají do finále (žlutě zvýrazněno)
| TPP | MPP |                          | Skóre   |                    | MPP | TPP |
| --- | --- | ------------------------ | ------- | ------------------ | --- | --- |
|     | 3.5 | Dimo Kostov (BUL)        | 5 - 16  | Ivan Jarygin (URS) | 0.5 |     |
|     | 3   | Russell Hellickson (USA) | 13 - 19 | Ivan Jarygin (URS) | 1   | 1.5 |
| 4   | 1   | Russell Hellickson (USA) | 12 - 6  | Dimo Kostov (BUL)  | 3   | 6.5 |

## Finálové pořadí
1. Ivan Jarygin (URS)
2. Russell Hellickson (USA)
3. Dimo Kostov (BUL)
4. Petr Drozda (TCH)
5. Chorloogijn Bajanmönch (MGL)
6. Kazuo Šimizu (JPN)
7. Hans-Peter Stratz (FRG)
8. Daniel Verník (ARG)